# مسلمة بن مخلد الأنصاري
مسلمة بن مخلد بن صامت الأنصاري الخزرجي (4 ق. هـ - 62 هـ / 618 - 682 م): صحابي، ومن كبار الأمراء في صدر الإسلام.
وفد على معاوية بن أبي سفيان قبل أن يستتب له الامر. وشهد معه معارك صفين، فولاه إمارة مصر سنة 47 هـ ثم أضاف إليها المغرب، فأقام بمصر، وسير الغزاة إلى المغرب في البر والبحر.
ولما توفى معاوية أقره يزيد بن معاوية، فاستمر في الامارة إلى أن توفى بالإسكندرية. وهو أول من جعل بنيان المنائر التي هي محل التأذين، في المساجد.

## نشأته
نشأ مسلمة بن مخلد وترعرع في حضرة النبي محمد منذ قدم رسول الله مهاجراً إلى المدينة المنورة، قال مسلمة بن مخلد : «قدم النبي صلى الله عليه وسلم المدينة وأنا ابن أربع سنين، وتُوفي وأنا ابن أربع عشرة».
فنشأ مسلمة في حضرة النبي فحفظ القرآن وسمع أحاديثًا نبوية، وكان نبيها حافظًا وتعلم الكتابة، وشب بين تعاليم كتاب الله والسنة، قال القرطبي في الاستيعاب: «روى ابن عيينة، عن إبراهيم بن ميسرة، عن مجاهد، قال: كنْتُ أرى أني أحفَظُ النّاس للقرآن حتى صليْتُ خَلَفَ مسلمة بن مخلد الصّبح، فقرأ سورة البقرة فما أخطأ وَاوًا ولا أَلِفًا».
وقد روى مسلمة أحاديثًا عن النبي، وقد روى له أحمد بن حنبل في مسنده عددا من الأحاديث عن النبي.

## ولايته لمصر والمغرب
تولى مصر أثناء خلافة معاوية بن أبي سفيان وأقره عليها يزيد بعد وفاة أبيه